# Масухо
35°34′0″ пн. ш. 138°28′0″ сх. д. / 35.56667° пн. ш. 138.46667° сх. д.
Масухо́ (яп. 増穂町, ますほちょう, МФА: [masuho t͡ɕoː]) — колишнє містечко в Японії, в повіті Мінамі-Кома префектури Яманасі. В ранньому новому часі було портовим поселенням на річці Фудзі. 1 квітня 1889 року отримало статус села, 3 квітня 1954 року — статус містечка. 8 березня 2010 року об'єдналося з містечком Кадзікадзава, утворивши нове містечко Фудзікава. Станом на 1 лютого 2010 року площа містечка становила 65,17 км². Станом на 1 лютого 2010 року населення містечка становило 12682 особи.